# 加藤元浩
加藤元浩，日本的漫画家、小說家，代表作是《神通小偵探》。

## 經歷
加藤元浩最初在史克威爾艾尼克斯《月刊少年GANGAN》雜誌連載漫畫作品《沉默的聖戰》，后來則轉移到講談社《月刊少年Magazine》系列雜誌連載漫畫作品。　
在史克威爾艾尼克斯時期的作品傾向于奇幻漫畫。在30歲之際，以代表作《神通小偵探》為轉折點，開始進行推理漫畫作品的創作。目前連載于《Magazine E-no》的《神通小偵探》因深受好評而連載至今，創下講談社旗至今為止隔月刊中連載最久的記錄及隔月雜志連載作品中最高的單行本銷量紀錄，并持續刷新該紀錄中。此漫畫還受到日本推理作家，法月綸太郎的絕賛( 附帶在漫畫17巻、20巻單行本書腰宣傳上）。該作品在2009年獲得第33屆講談社漫畫賞少年部門賞、累計發行量突破300萬份、并由NHK改編拍攝成真人電視劇。
后來加藤元浩創作的《火箭人》、《C.M.B.森羅博物館之事件目錄》兩個作品沿襲了《神通小偵探》中的作品風格，他自己稱這一風格稱為“加藤世界”。
加藤元浩曾在采訪中表示自己畢業于理科大學的建筑系，因此他的作品里不僅有數學和物理方面的知識，還涉及到經濟學，歷史學，法律學，藝術，民俗學的領域。
2010年，他自費出版了畫畫教程，教授自己畫漫畫時用到的透视法的心得技巧解説書。該書可在网上商店日本亞馬遜Amazon.co.jp購得。
2016年，撰寫的長篇推理小說於講談社NOVELS出版。

## 作品列表

### 講談社漫畫
- 神通小偵探（Q.E.D. 証明終了；連載於Magazine GREAT→Magazine E-no、1997年－2014年，全50卷）
  - Q.E.D. iff 証明終了（神通小偵探日文版的第二部；連載於少年Magazine R[2]，後移籍至[3]，完结、既刊30巻）
- 火箭人（ロケットマン；連載於月刊少年Magazine、2001年11月号－2005年1月号，全10卷、文庫版全5巻）
- C.M.B.森羅博物館之事件目錄（C.M.B. 森羅博物館の事件目録；連載於月刊少年Magazine、2005年－2020年，全45卷)
- 空之騙局 ~一兆圓詐欺師們~（空のグリフターズ ~一兆円の詐欺師たち~，『月刊少年マガジン』連載、全6巻）
- ないない堂 〜タヌキ和尚の禍事帖〜（『月刊少年マガジン』連載、連載中、既刊5巻）

### 史克威爾艾尼克斯漫畫
- 沈默的圣战（日语：アクトレイザー；连载于月刊GFantasy、全3卷）－是同名游戏《 アクトレイザー》的漫画化作品。漫畫內容与遊戲有差別。
- 日语：（月刊GFantasy）
- 日语：（於第一卷、第三卷中各有收錄一篇）

### 其他漫畫作品
- 日语：（收錄於『数は無限の名探偵』之中，朝日新聞出版）

### 小說
- 日语：（講談社NOVELS）
- 日语：（講談社NOVELS）
  - 日语：（講談社文庫，更改標題順序後重新出版）
- 日语：（講談社文庫）

### 其它
- プロの現場で使えるパース講座（2010年、自費出版）

## 老師
北崎拓

## 脚注
1. ↑  . コミックナタリー. 2016-06-20  [2016-06-21]. （原始内容存档于2023-05-28）.
2. ↑  . コミックナタリー (ナターシャ). 2015-04-20  [2023-01-21]. （原始内容存档于2018-07-13）.
3. ↑  . コミックナタリー (ナターシャ). 2023-01-20  [2023-01-21]. （原始内容存档于2023-01-30）.
4. ↑  神通小偵探單行本34巻、作者本人迴憶起老師・北崎拓。

## 外部連結
- （英文）Penguin Kick 官方網站
- （日語）蹴りペンギン 官方網站